# Moto Automòbil Club Reus
El Moto Automòbil Club Reus, abreujat M.A.C. Reus -o, senzillament, MAC-, és una entitat esportiva catalana dedicada al motociclisme i a l'automobilisme que fou fundada a Reus, Baix Camp, el 12 de setembre de 1958. Sorgit de la unió de veterans del Reus Automóvil Club, membres del Vespa Club i socis de la secció motorista del Club Natació Reus Ploms, en el seu palmarès hi ha un títol de campió d'Espanya de resistència, dos de Catalunya d'enduro, un de trams d'enduro, un de motocròs i sis de mototurisme. L'entitat ha organitzat 34 proves puntuables per al Campionat d'Espanya d'enduro, de les quals la de 1998 fou puntuable per al Campionat d'Europa, a més de diverses de puntuables per al Campionat de Catalunya de trial, resistència, velocitat, regularitat, motocròs i enduro.
El Moto Automòbil Club de Reus ha estat guardonat en tres ocasions com a millor club organitzador de proves de mototurisme i també pels seus 25 i 50 anys, tant per la Real Federación Española de Motociclismo com per la Federació Catalana de Motociclisme. El 2012 tenia 160 socis.